# Гус (громада)
Гус (нід. Goes) — громада в провінції Зеландія (Нідерланди). Адміністративний центр — місто Гус.

## Географія
Територія громади займає 101,92 км², з яких 92,58 км² — суша і 9,34 км² — водна поверхня. Станом на лютий 2020 року у громаді мешкає 38 216 осіб.